# オードナンス QF 20ポンド砲

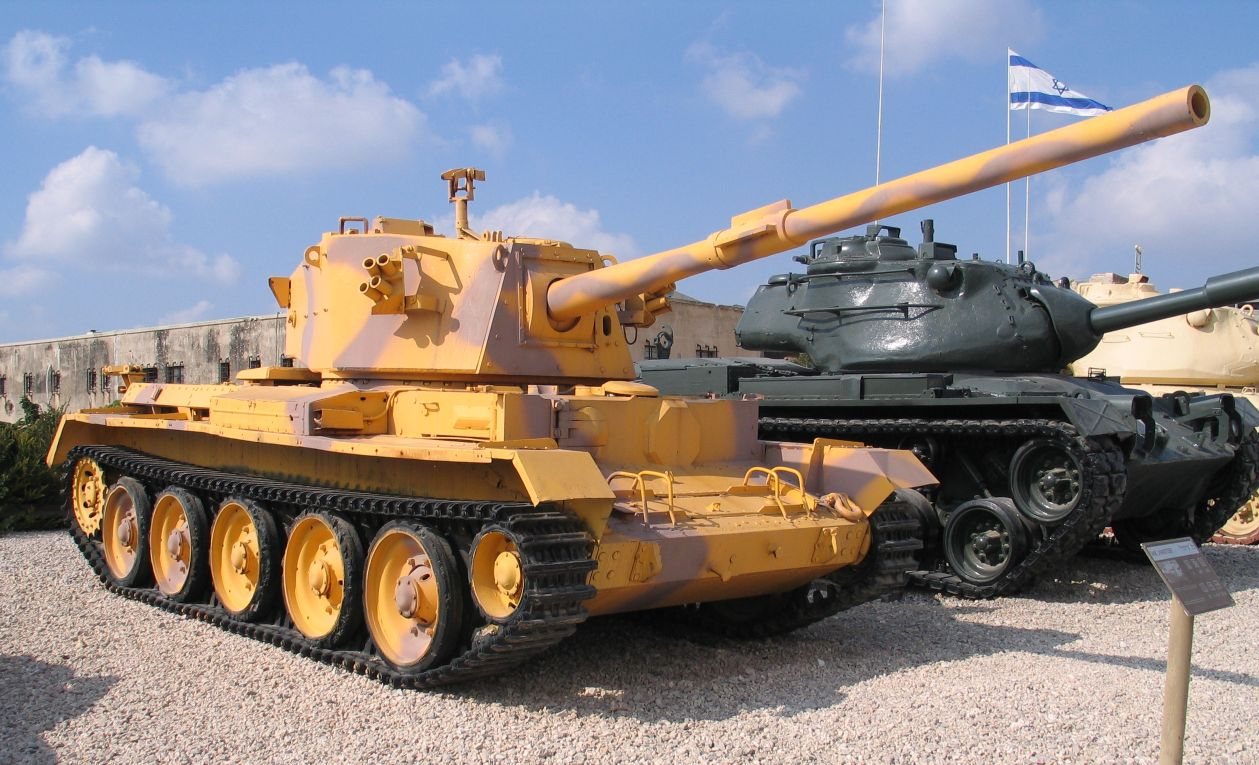
オードナンス QF 20ポンド砲を装備したFV4101 チャリオティア。後期生産型の砲は排煙器を装備する

オードナンス QF 20 ポンド砲（または20ポンダーまたは20ポンド砲）は、イギリスの84mm戦車砲である。

## 概要

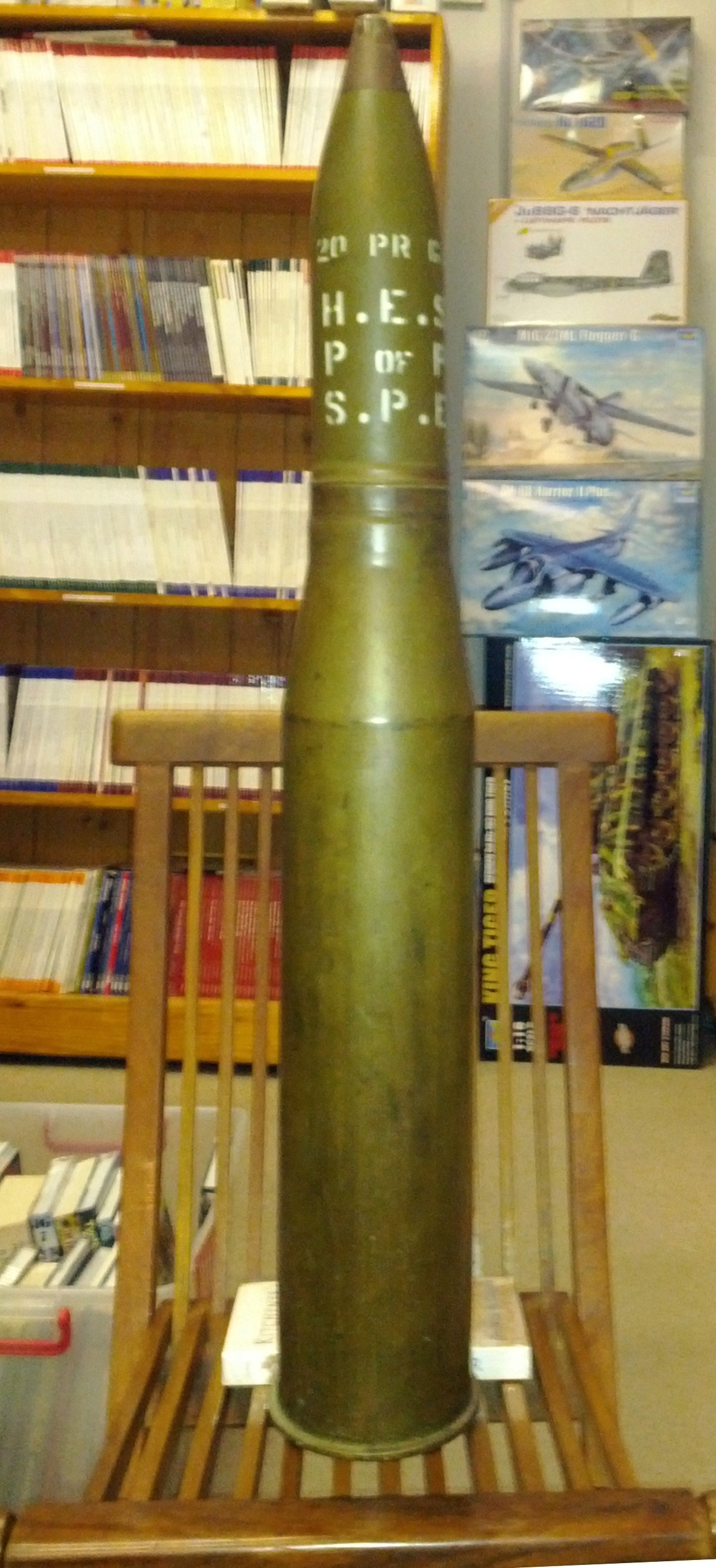
20ポンド砲の砲弾
（HE（榴弾）弾

1948年に17ポンド砲の後継として制式採用された。Mk.1はカウンターウエイト、Mk.2はエバキュエーターを装着している。センチュリオン Mk.3-Mk.8とFV4101 チャリオティアに搭載された他、スイスのPz.58戦車の先行製作型にも装備された。
砲身長は66.7口径で、弾種はAPCBC-T（仮帽付被帽付徹甲弾）・APDS-T（装弾筒付徹甲弾）・榴弾・キャニスター弾が選べる。装甲貫徹力は射距離1,000mで撃角60度の場合、APCBC-T（砲口初速：1,020m/s）は210mm、APDS-T（砲口初速：1,465m/s）は287mmだった。だが、欧州での戦車戦（交戦距離1,200m以内）を想定していたため、センチュリオン Mk.5を導入したイスラエルでは遠距離での命中精度が問題視された。
| オードナンス QF 20ポンド砲と他の兵器の性能比較表 |                     |                             |
| 均質装甲を射撃した結果                           |                     |                             |
| 兵器名称                                         | 砲口初速（単位m/s） | 貫通性能（単位mm）          |
| 20-Pounder（Mk.3 APDS）                          | 1,465               | 287（弾着角60° 射程1,000m） |
| 85mm D-44（BR-367P APCR）                        | 1,020               | 178（弾着角90° 射程1,000m） |
| 8.8 cm PaK 43（PzGr.40/43 APCR）                 | 1,130               | 193（弾着角60° 射程1,000m） |
| 90mm M3（M304 HVAP）                             | 1,021               | 199（弾着角60° 射程914.4m） |
| 90mm T15E2（T44 HVAP）                           | 1,143               | 221（弾着角60° 射程914.4m） |

また、1954年に登場して各国へ広まった51口径105mmライフル砲L7は、本砲の砲身口径を削肉拡張して開発されている。